# Bahnstrecke Tirso–Chilivani
| |                          |                                 |                          |
| Streckenlänge: | 78,8 km                  |                                 |                          |
| Spurweite: | 950 mm (ital. Meterspur) |                                 |                          |
| |                          |                                 |                          |
| \| \| \| Bahnstrecke von Nuoro \| \| \| \| 0,0 \| Tirso \| 218 m s.l.m. \| \| \| \| Bahnstrecke nach Macomer \| \| \| \| 4,8 \| Illorai \| 302 m s.l.m. \| \| \| 9,9 \| Burgos-Esporlatu \| 354 m s.l.m. \| \| \| 11,7 \| Bottidda \| 359 m s.l.m. \| \| \| 16,4 \| Bono \| 450 m s.l.m. \| \| \| 21,0 \| Anela \| 397 m s.l.m. \| \| \| 24,4 \| Bultei \| 405 m s.l.m. \| \| \| 31,9 \| Benetutti-Nule \| 322 m s.l.m. \| \| \| 41.7 \| Osidda \| 583 m s.l.m. \| \| \| 48,4 \| Buddusò \| 631 m s.l.m. \| \| \| 55,2 \| Pattada \| 676 m s.l.m. \| \| \| 66,5 \| Vigne \| 468 m s.l.m. \| \| \| 69,5 \| Ozieri \| 415 m s.l.m. \| \| \| 78,8 \| Chilivani ehem. Übergang zur FS \| 226 m s.l.m. \| |                          |                                 |                          |
| Strecke |                          | Bahnstrecke von Nuoro           | Bahnstrecke von Nuoro    |
| Bahnhof | 0,0                      | Tirso                           | 218 m s.l.m.             |
| Abzweig ehemals geradeaus und nach links |                          | Bahnstrecke nach Macomer        | Bahnstrecke nach Macomer |
| Bahnhof (Strecke außer Betrieb) | 4,8                      | Illorai                         | 302 m s.l.m.             |
| Bahnhof (Strecke außer Betrieb) | 9,9                      | Burgos-Esporlatu                | 354 m s.l.m.             |
| Bahnhof (Strecke außer Betrieb) | 11,7                     | Bottidda                        | 359 m s.l.m.             |
| Bahnhof (Strecke außer Betrieb) | 16,4                     | Bono                            | 450 m s.l.m.             |
| Bahnhof (Strecke außer Betrieb) | 21,0                     | Anela                           | 397 m s.l.m.             |
| Bahnhof (Strecke außer Betrieb) | 24,4                     | Bultei                          | 405 m s.l.m.             |
| Bahnhof (Strecke außer Betrieb) | 31,9                     | Benetutti-Nule                  | 322 m s.l.m.             |
| Bahnhof (Strecke außer Betrieb) | 41.7                     | Osidda                          | 583 m s.l.m.             |
| Bahnhof (Strecke außer Betrieb) | 48,4                     | Buddusò                         | 631 m s.l.m.             |
| Bahnhof (Strecke außer Betrieb) | 55,2                     | Pattada                         | 676 m s.l.m.             |
| Haltepunkt / Haltestelle (Strecke außer Betrieb) | 66,5                     | Vigne                           | 468 m s.l.m.             |
| Bahnhof (Strecke außer Betrieb) | 69,5                     | Ozieri                          | 415 m s.l.m.             |
| Kopfbahnhof Streckenende (Strecke außer Betrieb) | 78,8                     | Chilivani ehem. Übergang zur FS | 226 m s.l.m.             |

Die Bahnstrecke Tirso–Chilivani, auf Italienisch auch als Ferrovia del Tirso (Tirso-Eisenbahn) bekannt, war eine schmalspurige Nebenbahn auf Sardinien. Die 1893 eröffnete Bahnstrecke ist seit 1969 stillgelegt und heute weitgehend abgebaut. Sie verband in Chilivani die normalspurige Staatsbahn-Strecke Bahnstrecke Cagliari–Golfo Aranci mit der ebenfalls schmalspurigen Strecke Macomer–Nuoro (in die Macomer–Bosa übergehend) beim Bahnhof Tirso, unweit vom Fluss Tirso.

## Geschichte
Die Società italiana per le Strade Ferrate Secondarie della Sardegna (SFSS), eine im Jahre 1886 von mehreren Unternehmern gegründete private Eisenbahngesellschaft, konnte am 10. Februar 1891 als dritte Strecke den ersten Teil der wie die übrigen Nebenbahnen in Sardinien in 950-Millimeter-Schmalspur (Italienische Meterspur) angelegten Bahnstrecke mit neun Kilometern von Ozieri nach Chilivani eröffnen. Die restlichen siebzig Kilometer von Ozieri zum Bahnhof Tirso (unweit vom Fluss Tirso und fünf Kilometer vor Illorai) wurden am 1. April 1893 feierlich dem Verkehr übergeben. Der erste Fahrzeugpark entsprach dabei weitgehend dem Standard der SFSS mit kleinen von der SLM in Winterthur gebauten Tender-Dampflokomotiven mit der Achsfolge 1'C und Allan-Steuerung sowie ebenfalls kleinen einfach ausgeführten zweiachsigen Personen- und Güterwagen.
Die Bahnstrecke Tirso–Chilivani zeichnete sich durch eine Trasse mit zahlreichen engen Kurven und einigen engen Kehren aus, die vor allem bei Dampfzügen keine hohe Fahrgeschwindigkeit zuließen. Wie sonst bei sardischen Schmalspurbahnen üblich, lagen auch hier eine Reihe von Bahnwärterhäusern entlang der Strecke, bei der viele Bahnhöfe etwas außerhalb der Ortschaften lagen. Sie hatte den Charakter einer Verbindungsbahn, da an beiden Endpunkten Anschluss zu weiteren Bahnstrecken bestand: In Chilivani (heute Bahnhof Ozieri-Chilivani) zur normalspurigen Staatsbahn-Strecke Cagliari–Golfo Aranci (und der hier ebenfalls abzweigenden Chilivani–Porto Torres Marittima) sowie in Tirso zur weiteren Schmalspurstrecke Macomer–Nuoro, die nahtlos in die Macomer–Bosa übergeht.
Nachdem die SFSS im Jahre 1921 in wirtschaftliche Schwierigkeiten geraten waren und aufgelöst worden waren, übernahmen die Ferrovie Complementari della Sardegna (FCS) den Verkehr und setzte schon recht frühzeitig FIAT-Dieseltriebwagen vom Typ Littorina in der kleinen Ausführung ein, welche die Fahrtzeiten deutlich reduzierten. Einige der mittlerweile angejahrten Dampflokomotiven blieben jedoch mit einigen Personen- und Güterwagen noch bis Ende der 1950er Jahre in Reserve. Aber auch eine ganz neue Serie von modernen dieselelektrischen Triebwagen vom Typ ADe konnte ab 1958 bis 1960 nicht verhindern, dass Autobusse günstiger und schneller waren. Zum 31. Dezember 1969 erhielten die FCS die Genehmigung zur Stilllegung der Strecke und wurde von der Verkehrspflicht entbunden.
Auch nach Einstellung dieser Linie und dem weitgehenden Abbau der Gleise in den 1980er Jahren blieben etliche Eisenbahnrelikte wie zahlreiche abgestellte Fahrzeuge bei Tirso, Bahnhofsgebäude sowie ein Wasserkran und das Viadukt bei Buddusò erhalten. Die typischen Bahnwärterhäuser entlang der Strecke sind ebenfalls noch vorhanden, aber in vielen Fällen bereits verfallen.

## Galerie

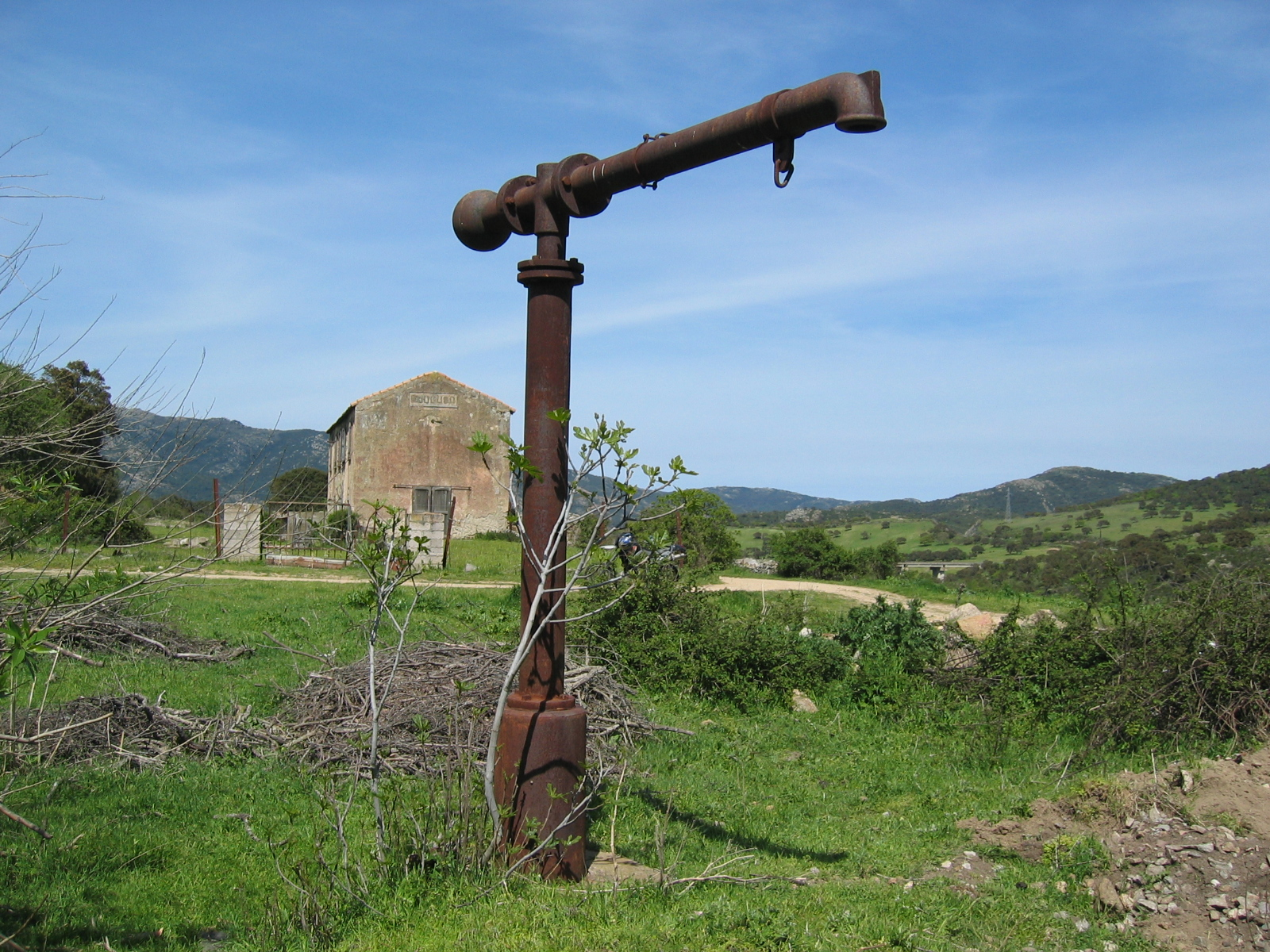
Der Bahnhof Buddusò mit Wasserkran
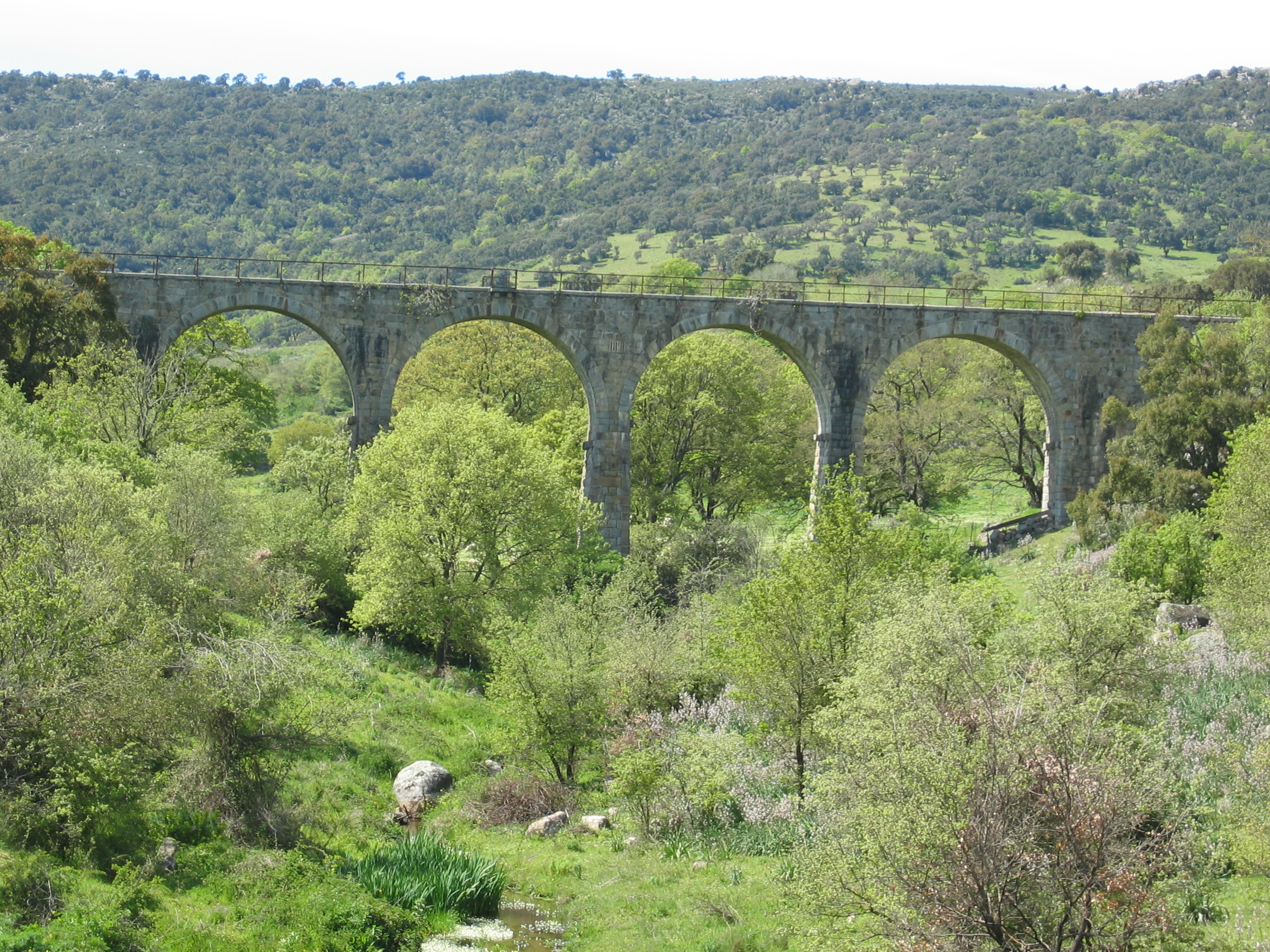
Das Viadukt bei Buddusò
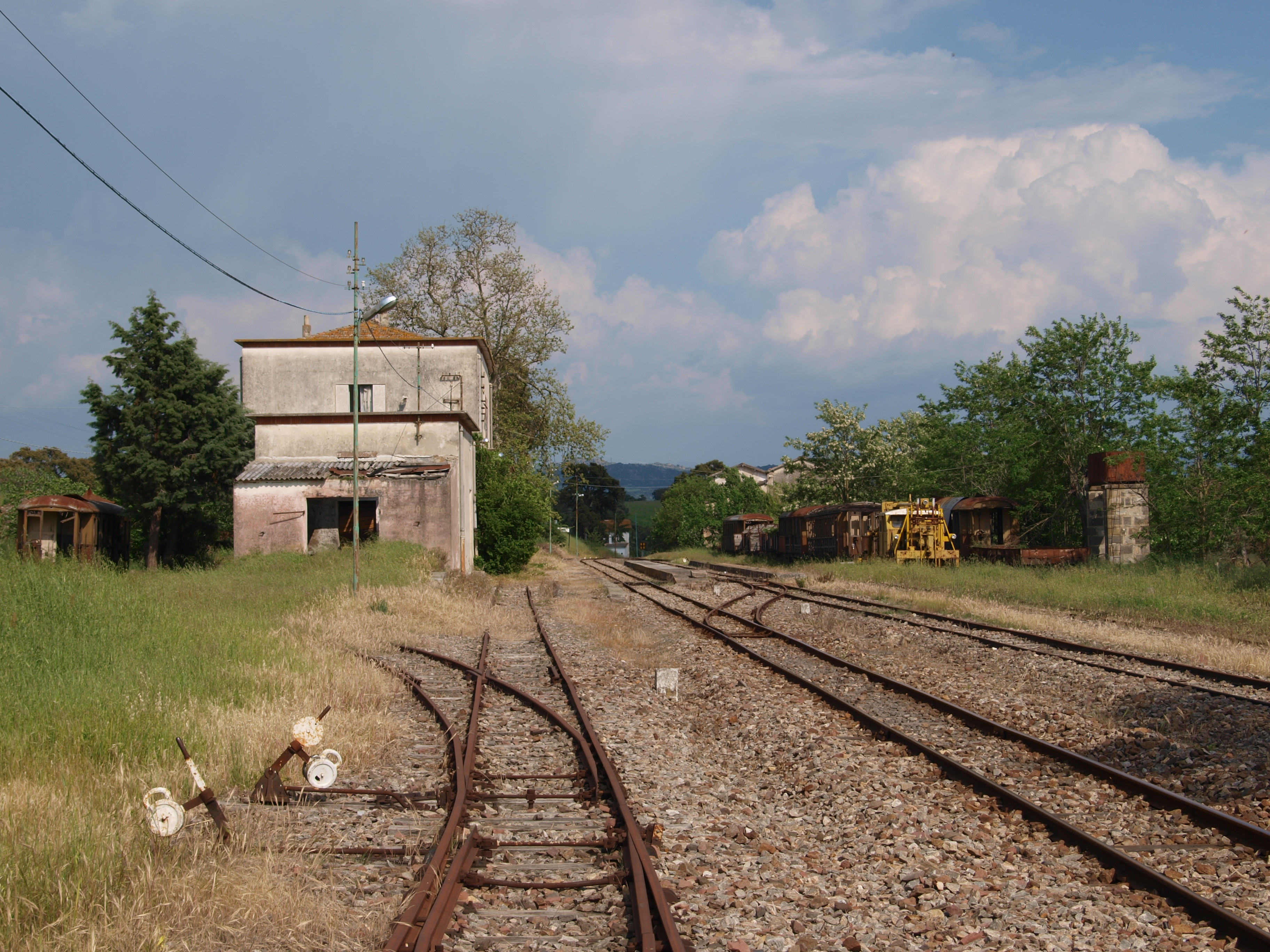
Bahnhof Tirso mit der nicht mehr genutzten Verbindung nach Chilivani (links)
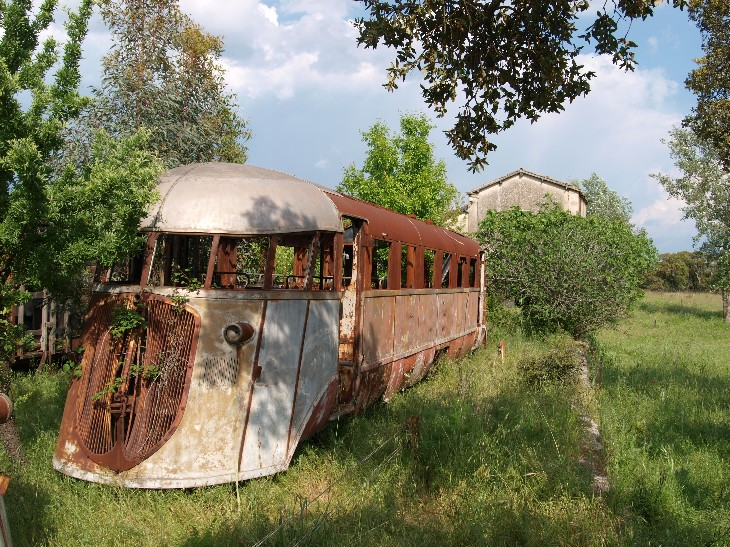
Abgestellter Dieseltriebwagen vom Typ Littorina in Tirso